# Festival international de photographie de Lianzhou
Le festival international de photographie de Lianzhou a été créé en 2004 à Lianzhou, dans la province du Guangdong, en Chine.

## Présentation
Lianzhou Foto est un festival de photographie reconnu en Chine. La directrice en est Duan Yuting.
En 2018 le thème des expositions est The Wind of Time évoquant « l’écologie, le climat, les inégalités croissantes, la montée sécuritaire dans le monde ». Cette édition est marquée par une intervention accrue de la censure des autorités chinoises.